# Jörg Kessen
Jörg Kessen (* 7. September 1960) ist ein ehemaliger deutscher Fußballspieler und späterer -trainer, der für den MSV Duisburg 26 Zweitligapartien absolvierte. Sein Zwillingsbruder Ralf Kessen spielte zeitweise ebenfalls auf diesem Niveau.

## Spielerkarriere
In den 1980er-Jahren spielte der Abwehrspieler Jörg Kessen gemeinsam mit seinem Bruder Ralf beim Hochfelder Traditionsverein Duisburger FV 08. Mit diesem traten sie in der damals viertklassigen Verbandsliga Niederrhein an. Vom DFV aus wechselten beide 1987 zum benachbarten MSV Duisburg, der nach langjähriger Zugehörigkeit zu den oberen beiden Spielklassen nur noch in der drittklassigen Oberliga Nordrhein antrat. Jörg Kessen etablierte sich dort als Stammspieler in der Verteidigung und erreichte mit seinen Teamkameraden 1988 die Aufstiegsrunde zur 2. Bundesliga, in welcher die Mannschaft jedoch scheiterte. Ein Jahr darauf glückte dagegen die Rückkehr in den Profifußball; er hatte bis dahin 61 Oberligapartien mit einem eigenen Treffer bestritten.
Anders als sein Bruder Ralf zählte er in der Spielzeit 1989/90 weiterhin zum Kader und erreichte am 29. Juli 1989 sein Zweitligadebüt, als er bei einem 2:1-Sieg im Auftaktspiel gegen Alemannia Aachen von Beginn an auf dem Feld stand. Er war zu diesem Zeitpunkt bereits 28 Jahre alt. In der nachfolgenden Zeit wurde regelmäßig auf ihn zurückgegriffen, auch wenn er keinen festen Stammplatz mehr einnahm. Er erreichte mit dem MSV einen Platz im Tabellenmittelfeld und hatte insgesamt 26 Zweitligapartien ohne eigenen Torerfolg bestritten, bevor er sich im Sommer 1990 vom MSV verabschiedete. Eine weitere Beschäftigung als Profifußballer ergab sich für den fast 30-Jährigen anschließend nicht.

## Trainer- und Funktionärslaufbahn
Von 1996 an waren die Brüder Jörg und Ralf Kessen gleichberechtigte Trainer bei ihrem früheren Verein Duisburger FV 08. Mit diesem traten sie in der Verbandsliga an. Ihre Wege trennten sich 1998, da Jörg fortan die erste Mannschaft des SC Kleve 63 coachte.
Später wirkte er über einen langen Zeitraum für den Duisburger SV 1900 aus dem Ortsteil Wanheimerort. Er übernahm diesen zunächst 2003 und führte ihn drei Jahre später in die sechstklassige Landesliga. Nach einer deutlichen 0:5-Niederlage gegen TuRa 88 Duisburg gab er im Dezember 2007 sein Amt auf, übernahm die Funktion jedoch einige Zeit später erneut. Er verblieb mit der Mannschaft in der Landesliga, ehe es 2012 wegen Differenzen zu Vereinsverantwortlichen wieder zu seinem Abschied kam.
Im Februar 2014 wurde er beim DSV 1900 als neuer Sportdirektor vorgestellt, nachdem es zuvor Spekulationen über seine Rückkehr als Trainer gegeben hatte. Für das Traineramt verpflichtete er kurz darauf seinen Zwillingsbruder Ralf. Beide Brüder sind zudem Mitglieder der Traditionself des MSV Duisburg.